# Американська депозитарна розписка
Америка́нська депозита́рна розпи́ска (англ. American Depositary Receipt), АДР (англ. ADR) — депозитарна розписка, банку-депозитарію яким виступає банк США (як правило, Bank of New York або Morgan Guarantee Trust). АДР номіновані в доларах США і перебувають в обігу як в американських позабіржових торговельних системах, так і на європейських біржах.

## Типи АДР
До початку випуску АДР компанії-емітенту слід визначити, що саме вона хоче від цього отримати і що вона готова для цього зробити. У зв'язку з чим є кілька різних видів програм, з яких компанія може вибрати найкращий.

### Розписки, що не спонсоруються
АДР, що не спонсоруються, випускають для продажу на ринках OTC (over-the-counter market). При такій програмі ADR між депозитарним банком та іноземною компанією немає офіційної угоди. Компанії, акції яких випускаються за цією програмою, мають право не декларувати свою фінансову інформацію за американськими стандартами. Ціни таких розписок відносно невисокі через низьку ліквідність і високу ризиковість.

### АДР I
Перший рівень АДР — це найнижчий рівень спонсорованих розписок. Також це найпростіший для компанії спосіб отримати АДР. У цьому випадку рівень звітності компанії не зобов'язаний відповідати стандартам GAAP, а звітність за стандартами SEC повинна бути мінімальною. Від компанії не потрібно щоквартальних або щорічних звітів, підготовлених відповідно до стандартів GAAP.
АДР I — це початковий рівень АДР. Найбільша кількість АДР — саме АДР першого рівня. Після отримання АДР I компанія може підвищувати рівень розписки до другого і третього рівнів.
Однак доступ на великі біржові ринки АДР даного рівня обмежений. АДР 1 є в обігу на ринках ОТС, але не можуть бути в лістінгу на Нью-Йоркській фондовій біржі (NYSE), Американської фондової біржі (АМЕХ) та NASDAQ.

### АДР II
Якщо компанія хоче отримати доступ до таких великих бірж як NYSE, АМЕХ і NASDAQ, то їй необхідно отримати дозвіл на АДР другого рівня. Для цього їй необхідно пройти повну реєстрацію в SEC. До того ж від компанії потрібні щорічні звіти за формою Form 20-F, при заповненні якої компанія повинна слідувати стандартам GAAP.

### АДР III
АДР третього рівня використовується для можливості залучення нового капіталу. Емітент ADR третього рівня повинен зареєструвати як самі депозитарні розписки, так і первинні акції компанії в SEC і заповнити Form F-1, 20-F, відповідати стандартам GAAP. Випуск ADR третього рівня фактично еквівалентний публічній пропозиції акцій (IPO) на біржі і вимагає такого ж рівня розкриття фінансової інформації. Також емітент повинен відповідати вимогам лістингу на тій біржі, де здійснюватиметься торгівля ADR.

### Обмежені програми
Компанії, які не хочуть випускати акції на відкритий ринок, а продавати їх конкретним іноземним інвесторам (якими, як правило, є великі приватні інвестиційні фонди) можуть використовувати такі програми.

#### 144 (a)
Приватне розміщення АДР категорії Rule 144А. Згідно з правилом SEC Rule 144A, компанії можуть залучати капітал у США за допомогою приватного розміщення спонсорованих АДР серед кваліфікованих інституційних інвесторів (інститутів, капітал яких становить не менше 100 млн дол США). У цьому випадку не потрібна реєстрація в АДР. Компанія не повинна надавати фінансової звітності.

#### Regulation S
Ще один спосіб обмежити торгівлю розписками — це розмістити приватні АДР категорії Regulation S. Американські інвестори не можуть тримати або торгувати розписками цієї категорії. Розписки реєструються і випускаються серед неамериканських резидентів і не реєструються регулюючими організаціями США.
АДР категорії Regulation S можуть бути трансформовані в АДР I після того, як закінчиться період обмеження.

## АДР українських підприємств
На німецьких фондових ринках, наприклад, проходить торгівля АДР наступних українських компаній станом на 28 квітня 2010:
- Дніпроенерго
- Запорізький завод феросплавів
- Марганецький ГЗК
- Нижньодніпровський трубний завод
- Орджонікідзевський ГЗК
- Стирол
- Укрнафта
- Хмельницькобленерго
- Центренерго

Джерело: Інтерфакс-Україна